# Janine van Wyk
Janine van Wyk (* 17. April 1987 in Alberton) ist eine südafrikanische ehemalige Fußballspielerin. Die Abwehrspielerin spielte von 2005 bis 2023 für die südafrikanische Nationalmannschaft, deren Rekordspielerin sie seit 2015 ist. Zudem ist sie afrikanische Rekordnationalspielerin.

## Karriere

### Verein
Im Jahr 2013 gründete van Wyk mit dem JVW FC ihre eigene Mannschaft und agierte dort bis zum Jahresende 2016 als Spielertrainerin. 2016 erreichte sie mit dem JVW FC die Vizemeisterschaft hinter der Frauenfußballabteilung der Bloemfontein Celtic. Zur Saison 2017 der NWSL wechselte van Wyk zur Franchise der Houston Dash.
Im August 2019 erhielt sie einen Vertrag beim dänischen Vizemeister Fortuna Hjørring. Im Juli 2020 wurde sie vom schottischen Verein Glasgow City FC verpflichtet. Aufgrund der COVID-19-Pandemie und einer im Oktober erlittenen Knieverletzung kam sie nach einem Einsatz im Viertelfinale der UEFA Women’s Champions League 2019/20 gegen den VfL Wolfsburg zunächst nur zu wenigen Einsätzen. In der UEFA Women’s Champions League 2021/22 scheiterte sie mit Glasgow in der zweiten Runde der Qualifikation an Servette FC Chênois Féminin. Nach einem 1:1 in der Schweiz verloren sie das Heimspiel mit 1:2. Im Oktober 2021 verließ sie nach 21 Spielen für Glasgow den Verein.
Sie kehrte im Anschluss nach Südafrika zu ihrem Verein JVW FC zurück, für den sie bis zum Sommer 2022 spielte. Um ihre Chancen für eine Nominierung für die Frauenfußball-Weltmeisterschaft 2023 zu erhöhen, wechselte sie erneut nach Europa, dieses Mal zum griechischen Fußballclub Ergotelis. Ohne für das WM-Turnier berücksichtigt worden zu sein, kehrt sie 2023 erneut zu ihrem Verein JVW FC zurück. Hier beendete sie mit Ablauf der Saison 2023 ihre Karriere als Profifußballerin.

### Nationalmannschaft
Ihr erstes Länderspiel machte sie am 3. Dezember 2005 gegen Nigeria. Im Oktober 2011 konnte sie sich mit Südafrika erstmals für die Olympischen Spiele in London 2012 qualifizieren. Bei den Olympischen Spielen wurde sie in den drei Gruppenspielen eingesetzt. Zwar verloren die Südafrikanerinnen die ersten beiden Spiele gegen Schweden (1:4) und Kanada (0:3), erreichten durch ein torloses Remis gegen Weltmeister Japan aber einen Achtungserfolg.
Am 7. November 2012 gelang ihr dann gegen Nigeria das einzige Tor des Spiels, durch das Südafrika erstmals gegen Nigeria gewinnen konnte und das Finale der Fußball-Afrikameisterschaft der Frauen 2012 erreichte. Hier verloren sie dann allerdings mit 0:4 wie 2008 gegen Gastgeber Äquatorialguinea. Am 10. August 2014 machte sie beim Freundschaftsspiel gegen Namibia ihr 100. Länderspiel. Bei der Afrikameisterschaft 2014 verpassten sie dann allerdings durch die erste Niederlage gegen die Elfenbeinküste im Spiel um Platz 3 die WM 2015.
Van Wyk wurde am 28. März 2015 südafrikanische und afrikanische Rekordnationalspielerin, als sie in Limbe beim Spiel gegen Kamerun mit ihrem 125. Länderspiel den Rekord von Portia Modise überbot. Im Oktober 2015 konnten sich die Südafrikanerinnen dann erneut für die Olympischen Spiele qualifizieren, als sie in der finalen Runde zum ersten Mal seit sechs Jahren wieder ein Spiel gegen Äquatorialguinea gewannen. Am 12. April 2016 qualifizierte sie sich mit ihrer Mannschaft für die Afrikameisterschaft 2016.
Am 17. September 2018 kam sie beim 6:0 gegen Malawi im Rahmen der COSAFA Women’s Championship 2018 zu ihrem 150. Länderspiel.
Bei der WM 2019 wurde sie in den drei Spielen eingesetzt, schied mit ihrer Mannschaft aber nach der Gruppenphase aus.
Am 30. November 2023 bestritt sie beim 1:1 im Qualifikationshinspiel für den Afrika-Cup gegen Burkina Faso ihr 184. Länderspiel und stellte damit den Kontinentalrekord des Ägypters Ahmed Hassan ein. Am 4. Dezember beendete sie ihre Karriere mit einem achtminütigen Einsatz beim Rückspiel und ist mit 185 Länderspieleinsätzen nun alleinige afrikanische Rekordhalterin für beide Geschlechter.

## Erfolge
- Olympiateilnahme 2012, 2016
- Afrika-Cup der Frauen: Meister 2022, Vizemeister 2008, 2012 und 2018, Dritter 2006 und 2010
- WM-Teilnahme 2019